# Michael Weber (Journalist)
Michael Weber (* 1952 in Schwäbisch Hall) ist ein deutscher Journalist und Moderator.
Weber absolvierte im humanistischen Stuttgarter Eberhard-Ludwigs-Gymnasium sein Abitur und studierte danach in München Germanistik, Kommunikations- und Theaterwissenschaften. Seit 1981 ist er festangestellter Redakteur beim Südwestrundfunk. Er war mit Rüdiger Becker Redakteur und Moderator der Hörfunk-Jugendsendung Point, war Preisträger des UNDA-Radiopreises der deutschsprachigen Länder, berichtete für den ARD-Hörfunk von Ereignissen aus dem Ausland. Er war 1996 einer der Mitbegründer von Das Ding, das als gemeinsames Jugendprogramm von SDR und SWF auf Sendung ging, und wechselte 1998 nach der Fusion als Redakteur zum Fernsehen des SWR. Seit 1994 arbeitet Weber auch als Auslandskorrespondent und Reisejournalist und gewann nach einer dreimonatigen Reportage-Expedition durch Afrika mit Michael Mattig-Gerlach 1998 den Journalistenpreis Entwicklungspolitik für eine Fernsehreportage von der Elfenbeinküste.
| Personendaten    | Personendaten       |
| ---------------- | ------------------- |
| NAME             | Weber, Michael      |
| KURZBESCHREIBUNG | deutscher Redakteur |
| GEBURTSDATUM     | 1952                |
| GEBURTSORT       | Schwäbisch Hall     |